# Black Hole Sun
"Black Hole Sun" là một bài hát của ban nhạc rock người Mỹ Soundgarden. Ca khúc do Chris Cornell sáng tác, được hãng A&M Records chọn làm đĩa đơn thứ ba để phát hành trích từ album phòng thu thứ tư Superunknown (1994) của Soundgarden. Tác phẩm được xem là bài hát trứ danh của nhóm, từng đoạt ngôi đầu bảng xếp hạng Billboard Album Rock Tracks của Hoa Kỳ (tổng cộng bảy tuần nắm ngôi quán quân). Tuy chỉ đạt được vị trí cao nhất là hạng hai trên bảng xếp hạng Billboard Modern Rock Tracks, "Black Hole Sun" vẫn kết thúc ở vị trí đĩa đơn quán quân trong danh sách ấy của năm 1994. Trên thị trường toàn cầu, đĩa đơn lọt top 10 tại Canada, Ireland, Pháp, Úc và đạt ngôi quán quân tại Iceland. Video âm nhạc (MV) đi kèm bài hát do Howard Greenhalgh làm đạo diễn.
Năm 1997, "Black Hole Sun" được đưa vào album tuyển tập các bài hit mang tên A-Sides của Soundgarden, ngoài ra cũng có mặt trong album tuyển tập Telephantasm (2010). Năm 2021, tạp chí Rolling Stone xếp bài hát ở vị trí số 368 trong danh sách 500 bài hát vĩ đại nhất mọi thời.

## Hoàn cảnh ra đời
"Black Hole Sun" do giọng ca Chris Cornell sáng tác. Năm 2014 trong cuộc phỏng vấn với tạp chí Uncut, Cornell giải thích rằng anh sáng tác ca khúc khi đang lái xe từ Bear Creek Studio về nhà ở Woodinville. Bài hát "bắt nguồn từ một câu nào đó mà người dẫn chương trình thời sự nói trên TV và tôi nghe nhầm. Tôi nghe thấy: 'blah blah blah black hole sun blah blah blah'. Tôi nghĩ đó sẽ là tựa bài hát ấn tượng đấy, nhưng âm thanh của bài sẽ thế nào nhỉ?" Anh đã liên tục lặp lại những giai điệu ấy trong đầu để tránh quên chúng, đồng thời ghi lại vào máy thu âm Dictaphone. Anh kể: "Ngày hôm sau, tôi đưa [bài hát] ra thế giới thật, thay đổi một vài điệu tính ở phiên khúc để giai điệu thêm thú vị hơn. Sau đó tôi viết lời theo cách tương tự, đó là một dòng ý thức dựa trên cảm nhận của tôi từ điệp khúc và tựa bài hát." Cornell cho biết anh sáng tác bài hát trong khoảng 15 phút.
Cornell sử dụng một cây đàn guitar Gretsch để sáng tác ca khúc và bình luận: "Khi tôi sáng tác bài hát này thì không nghĩ rằng ban nhạc sẽ thích nó, nhưng rồi bài hát trở thành bài hit lớn nhất hè." Cornell nảy ra ý tưởng về ca khúc khi đang sử dụng loa Leslie. Nghệ sĩ guitar Kim Thayil cho rằng chiếc loa Leslie mẫu số 16 hoàn hảo với bài hát vì "nó rất gợi đến The Beatles và có âm thanh đặc sắc. Cuối cùng, chiếc loa đã thay đổi toàn bộ bài hát." Thayil kể rằng bài hát "không an toàn tựa như sữa, nhưng cũng chẳng phải thủy tinh trong mắt người ta. Nó là một thìa đường để đưa thuốc xuống [cổ họng]. Giờ đây bài hát chính là 'Dream On' trong danh sách tiết mục của chúng tôi." Bài hát được thể hiện theo cách chỉnh dây drop D hơi cao một chút, tương tự như cách chỉnh dây trong đĩa đơn đầu tiên "Hunted Down" của ban nhạc. Tay trống Matt Cameron ví ca khúc là "một chuyến khởi hành lớn". Những người tham gia sản xuất bài hát lần lượt có nhà sản xuất Michael Beinhorn và kỹ sư thu âm Brendan O'Brien.
Tháng 7 năm 2017, khi xuất hiện trên The Pods & Sods Network, Beinhorn tường thuật chi tiết về quá trình thu âm Superunknown và chia sẻ phản ứng khi lần đầu nghe "Black Hole Sun": "Tôi nghĩ trong phần đời còn lại của mình, cho đến khi trút hơi thở cuối cùng, tôi sẽ không giờ quên mình cảm thấy thế nào khi họ bắt đầu trình bày ca khúc. Ngay từ vài nốt nhạc đầu tiên, tôi thấy như mình bị sét đánh vậy. Tôi hoàn toàn sững người. Chuyện gì đang xảy ra vậy? Giờ nghĩ lại tôi thấy nổi cả da gà."

## Sáng tác
—Cornell trả lời khi được hỏi về câu hát "Times are gone for honest men".
Về mặt âm nhạc, các nguồn tin chuyên môn miêu tả "Black Hole Sun" là thuộc dòng grunge, psychedelic rock, alternative rock, hard rock và stoner rock. Khi nhắc đến lời bài hát, Cornell cho biết: "[Lời bài hát] giống như một cảnh siêu thực trong mơ vậy - một dạng chơi chữ kỳ lạ với tựa bài hát." Anh cho rằng về mặt ca từ, đây có lẽ là "bài hát gần nhất mà tôi chơi chữ chỉ đơn thuần vì mục đích từ ngữ, so với bất kỳ bài nhạc nào tôi từng viết. Tôi đoán cách đó hiệu quả với nhiều người nghe lời ca khúc, nhưng tôi chẳng biết tại sao các bạn lại bắt đầu hiểu nó qua nghĩa đen được." Trong một phỏng vấn khác, anh cho rằng "phần lời điệp khúc chỉ là trông đẹp và dễ nhớ thôi. Ngoài ra thì tôi chắc chắn mình chẳng hiểu gì sau khi viết ra chỗ lời ca khúc đó cả. Tôi chỉ bị âm nhạc cuốn hút và tôi vẽ ra một bức tranh cùng với lời ca khúc. Bài hát chẳng thật sự truyền tải nội dung nào." Khi nhắc đến việc khán giả hiểu nhầm nghĩa ca khúc là có chiều hướng tích cực, Cornell lại có suy nghĩ ngược lại: "Bài 'Black Hole Sun' buồn mà. Nhưng vì giai điệu khá là đẹp nên mọi người nghĩ bài hát có màu sắc vui vẻ - chuyện này thật nực cười."

## Đón nhận

### Diễn biến thương mại
Giữa năm 1994, "Black Hole Sun" được phát hành làm đĩa đơn. Tác phẩm trở thành bài hát thành công nhất từ album Superunknown trên các bảng xếp hạng âm nhạc của Mỹ nói riêng và là bài hát nổi tiếng nhất của ban nhạc nói chung. Ca khúc lọt top 30 trên bảng xếp hạng Hot 100 Airplay của Billboard. Một tuần sau, bài hát ra mắt trong Top 40 Mainstream, đến tuần thứ tám thì vươn được vị trí cao nhất là hạng chín và trụ trong bảng xếp hạng đến tuần thứ 20. Ca khúc giành ngôi đầu bảng Mainstream Rock Tracks và ngôi á quân bảng Modern Rock Tracks của Billboard. Bài hát nắm ngôi quán quân trên Mainstream Rock Chart trong tổng cộng bảy tuần. Tại lễ trao giải Grammy 1995, "Black Hole Sun" đoạt giải trình diễn hard rock xuất sắc nhất và nhận một đề cử cho bài hát rock xuất sắc nhất.
Ngoài thị trường Hoa Kỳ, "Black Hole Sun" được phát hành làm đĩa đơn tại Anh Quốc, Đức, Pháp và Úc. Ở Canada, bài hát lọt top 10 trên bảng xếp hạng 100 Hit Tracks của RPM. Tác phẩm có ba tuần nằm trong top 10 và trở thành bài hát giành vị trí cao nhất của ban nhạc ở Canada. "Black Hole Sun" lọt top 20 ở Anh Quốc và vẫn là bài hát có vị trí xếp hạng cao nhất của nhóm ở thị trường này. "Black Hole Sun" ra mắt ở vị trí 10 tại Úc song nhanh chóng bị tụt hạng. Tuy nhiên, việc được phát nhạc rộng rãi và một chuyến thăm quả bá đến Úc đã tác động đến sự tái hứng thú của người nghe đối với Superunknown. Sau đó "Black Hole Sun" giành vị trí thứ sáu trên Australian Singles Chart. "Black Hole Sun" lọt top 30 ở Đức, Hà Lan và New Zealand, đồng thời thành công lọt top 10 ở Ireland và Pháp. Bài hát đoạt ngôi đầu bảng Icelandic Singles Chart trong một tuần và lọt top 20 khiêm tốn ở Thụy Điển. Đĩa đơn đã bán được hơn ba triệu bản trên toàn thế giới.

### Đánh giá chuyên môn
Greg Prato của AllMusic xem "Black Hole Sun" là "một trong số ít điểm sáng" của giữa năm 1994, khi mà "thế giới vẫn còn choáng vàng vì vụ thủ lĩnh Kurt Cobain của Nirvana tự sát vào tháng 4 trước đó". Prato cho rằng: "Bài hát có phần nào đó màu sắc psychedelic (đặc biệt thể hiện rõ trong phần guitar của điệp khúc), khi cấu trúc bài chuyển giữa những đoạn xoay quanh giai điệu và những câu guitar riff hoành tráng. Lời bài hát thì đích thị của Chris Cornell - những câu hát chẳng có nghĩa lắm trên giấy nhưng hợp với bài hát." Ann Powers của Blender cho rằng "nỗi ám ảnh của Cornell với The Beatles đã đáp lại bằng bài hit 'Black Hole Sun' ". Trong bình luận cho tuần san bảng xếp hạng tại Anh, James Masterton viết: "["Black Hole Sun"] dễ dàng trở thành đĩa đơn thành công nhất mà ban nhạc Mỹ này từng phát hành cho đến nay". Jon Pareles của The New York Times bình phẩm: "Những kỹ thuật của The Beatles - hợp âm trầm có âm sắc fuzz, những câu lead guitar hook bằng kỹ thuật legato và lối chơi trống không đều nhịp kiểu Ringo Starr... được liên kết với giai điệu kiểu Lennon trong 'Black Hole Sun'." Roger Morton của NME ghi danh ca khúc là "khoảnh khắc tuyệt nhất" trong album của Soundgarden: "một bản ballad cường điệu cảm xúc chán nản, mà tính ảm đạm của bài được lấp đầy bằng một vài nốt guitar ngắn mang màu sắc phiêu diêu." J.D. Considine của Rolling Stone nhận xét: "Với nỗi khao khát u sầu, đẫm nước và giai điệu kiểu Lennon, lối chơi guitar kiểu Harrison, 'Black Hole Sun' là một bài tập tuyệt vời về chủ nghĩa của Bealtes. Vấn đề là đây chưa phải bài hát quá hay, truyền tải thiên về không khí và tâm trạng nhiều hơn là định hướng giai điệu." Roy Wilkinson của tạp chí Select lưu ý "giai điệu trình bày theo kiểu xoắn ốc giảm dần" của ca khúc.

### Ghi danh
Khúc solo của bài "Black Hole Sun" do Thayil thể hiện được xếp thứ 63 trong danh sách "100 đoạn guitar solo hay nhất" của Guitar World và vị trí thứ 56 trong "100 đoạn guitar solo cháy nhất" của Total Guitar. Bài hát nằm ở vị trí thứ 25 trong chuyên mục đếm ngược "100 bài hát hay nhất thập niên 90" của VH1. Ca khúc còn nằm ở vị trí thứ 77 trong chuyên mục đếm ngược "100 bài hát hard rock hay nhất" cũng của VH1. Theo báo cáo cuối năm 2019 của Nielsen Music, "Black Hole Sun" là bài hát được phát nhiều thứ chín của thập niên trên các đài phát thanh mainstream rock với 125.000 lượt phát. Toàn bộ các bài hát trong top 10 đều ra đời trong thập niên 1990. Năm 2017, Billboard xếp bài hát đứng thứ tư trong danh sách 15 ca khúc hay nhất của Soundgarden. Năm 2021, Kerrang! chọn bài hát xếp đầu danh sách 20 ca khúc hay nhất của Soundgarden.

## Video âm nhạc
Video âm nhạc (MV) mang màu sắc siêu thực và khải huyền của "Black Hole Sun" do đạo diễn người Anh Howard Greenhalgh chỉ đạo, sản xuất bởi Megan Hollister của hãng Why Not Films (Luân Đôn, Anh) và được Ivan Bartos phụ trách ghi hình. MV có phần sản xuất hậu kỳ của 525 Post Production (Hollywood, California) và Soho 601 Effects (Luân Đôn). MV xoay quanh một khu phố ngoại ô cùng những cư dân phù phiếm ở nơi đây với những nụ cười toe toét, cường điệu lố bịch. Cuối cùng họ bị nuốt chứng khi Mặt Trời đột nhiên biến thành lỗ đen, lúc ban nhạc đã trình bày ca khúc trên một cánh đồng trống nào đó. Trong video, Cornell đeo chiếc vòng cổ hình cái dĩa mà Shannon Hoon của nhóm Blind Melon tặng anh. Trong một lần trò chuyện trực tiếp, ban nhạc cho biết "toàn bộ [video" là ý tưởng của đạo diễn". Họ nói thêm: "Lúc bấy giờ khi đến lượt ghi hình chúng tôi trong các video, chúng chỉ muốn giả vờ chơi nhạc và không tỏ ra quá hào hứng." Họ cho biết MV của "Black Hole Sun" là một trong số ít sản phẩm video của Soundgarden mà ban nhạc cảm thấy hài lòng.
Tháng 6 năm 1994, MV "Black Hole Sun" được phát hành. Sau một số lần lên sóng trên MTV, bản thứ hai của video có gắn phụ đề và chứa nhiều hiệu ứng hình ảnh phức tạp hơn bản gốc, tính cả bổ sung lỗ đen bằng CGI. MV của "Black Hole Sun" gây sốt trên MTV và giành giải video hard rock hoặc metal xuất sắc nhất tại giải Video âm nhạc của MTV 1994. Năm 1995, ca khúc đoạt giải Clio cho video nhạc alternative xuất sắc nhất. MV hiện đang có mặt trên đĩa CD-ROM Alive in the Superunknown.

## Đội ngũ thực hiện
Đội ngũ thực hiện ca khúc được lấy các dòng ghi chú lót bìa của Superunknown.
Soundgarden
- Chris Cornell – hát chính, rhythm guitar
- Ben Shepherd – bass, hát bè
- Matt Cameron – trống
- Kim Thayil – lead guitar

## Bảng xếp hạng
| Xếp hạng (1994)                          | Vị trí cao nhất |
| ---------------------------------------- | --------------- |
| Úc (ARIA)                                | 6               |
| Australia Alternative (ARIA)             | 1               |
| Bỉ (Ultratop 50 Flanders)                | 37              |
| Benelux Airplay (Music & Media)          | 17              |
| Canada Top Singles (RPM)                 | 5               |
| Đan Mạch (Hitlisten)                     | 16              |
| European Hot 100 Singles (Music & Media) | 24              |
| Phần Lan (Suomen virallinen lista)       | 13              |
| Pháp (SNEP)                              | 10              |
| Đức (GfK)                                | 26              |
| Iberia Airplay (Music & Media)           | 7               |
| Iceland (Íslenski Listinn Topp 40)       | 1               |
| Ireland (IRMA)                           | 7               |
| Mexico International (Notitas Musicales) | 3               |
| Hà Lan (Dutch Top 40)                    | 31              |
| Hà Lan (Single Top 100)                  | 25              |
| New Zealand (Recorded Music NZ)          | 22              |
| Quebec (ADISQ)                           | 8               |
| Scotland (OCC)                           | 11              |
| Thụy Điển (Sverigetopplistan)            | 19              |
| Anh Quốc (OCC)                           | 12              |
| Anh Quốc Rock and Metal (OCC)            | 17              |
| UK Network Singles (Music Week)          | 29              |
| Hoa Kỳ Radio Songs (Billboard)           | 24              |
| Hoa Kỳ Alternative Songs (Billboard)     | 2               |
| Hoa Kỳ Mainstream Rock (Billboard)       | 1               |
| Hoa Kỳ Pop Airplay (Billboard)           | 9               |
| US Cash Box Top 100                      | 25              |

| Xếp hạng (2017)                       | Vị trí cao nhất |
| ------------------------------------- | --------------- |
| Hoa Kỳ Digital Song Sales (Billboard) | 41              |
| Hoa Kỳ Hot Rock Songs (Billboard)     | 5               |

| Vị trí (2024)                     | Xếp hạng cao nhất |
| --------------------------------- | ----------------- |
| Hoa Kỳ Hot Rock Songs (Billboard) | 1                 |

| Xếp hạng (1994)                    | Vị trí |
| ---------------------------------- | ------ |
| Úc (ARIA)                          | 62     |
| Canada Top Singles (RPM)           | 48     |
| Iceland (Íslenski Listinn Topp 40) | 8      |
| Latvia (Latvijas Top 40)           | 22     |
| Hà Lan (Single Top 100)            | 92     |
| Thụy Điển (Sverigetopplistan)      | 83     |
| UK Singles (OCC)                   | 144    |
| US Modern Rock Tracks (Billboard)  | 1      |

| Xếp hạng (2017)               | Vị trí |
| ----------------------------- | ------ |
| US Hot Rock Songs (Billboard) | 53     |

| Xếp hạng (2010–2019)               | Vị trí |
| ---------------------------------- | ------ |
| US Mainstream Rock (Nielsen Music) | 9      |

## Chứng nhận
| Quốc gia                                                                                              | Chứng nhận | Số đơn vị/doanh số chứng nhận |
| --- | ---------- | ----------------------------- |
| Úc (ARIA)                                                                                             | Vàng       | 35.000^                       |
| Brasil (Pro-Música Brasil)                                                                            | Vàng       | 30.000‡                       |
| Đan Mạch (IFPI Đan Mạch)                                                                              | Vàng       | 45.000‡                       |
| Ý (FIMI)                                                                                              | Vàng       | 25.000‡                       |
| Tây Ban Nha (PROMUSICAE)                                                                              | Vàng       | 30.000‡                       |
| Anh Quốc (BPI)                                                                                        | Bạch kim   | 600.000‡                      |
| ^ Chứng nhận dựa theo doanh số nhập hàng. ‡ Chứng nhận dựa theo doanh số tiêu thụ và phát trực tuyến. |            |                               |

## Trong văn hóa đại chúng
"Black Hole Sun" nằm trong danh sách bài hát cơ bản của trò chơi video Rock Band bản gốc. Guitar Hero: Warriors of Rock có xuất hiện "Black Hole Sung" nằm trong thư viện nội dung tải nhạc và là bài có thể phát được trong chế độ TV của Guitar Hero Live. Steve và Eydie đã thu một bản nhạc phòng chờ của "Black Hole Sun" cho album Lounge-A-Palooza (1997).